# Vinko Dvořák
Vinko Dvořák, także Vincenc Dvořák (ur. 21 stycznia 1848 w Dušejovie, zm. 6 maja 1922 w Zagrzebiu) – chorwacki fizyk pochodzenia czeskiego.

## Życiorys
W 1866 roku ukończył liceum w Igławie. Studiował na praskim Uniwersytecie Karola (1871). W 1873 roku uzyskał stopień naukowy doktora. Był asystentem Ernsta Macha.
W 1875 roku został pierwszym profesorem fizyki Uniwersytetu w Zagrzebiu. Założył instytut fizyki i przewodniczył mu do odejścia na emeryturę w 1911 roku. Od 1883 roku był członkiem Jugosłowiańskiej Akademii Nauki i Sztuki, a od 1909 roku Królewskiego Czeskiego Towarzystwa Naukowego. W latach 1893–1894 sprawował funkcję rektora Uniwersytetu w Zagrzebiu.
Do jego zainteresowań naukowych należała akustyka, optyka, elektryczność i historia fizyki. W 1897 roku wykonał pierwsze w historii Zagrzebia zdjęcie rentgenowskie.